# 台湾钟螺
台湾钟螺（学名：Calliostoma formosense），是原始腹足目钟螺科Calliostoma属的一种。主要分布于台湾，常栖息在浅海至深海的沙底。